# Batalha de Doberdò
A Batalha de Doberdó foi uma sangrenta batalha que aconteceu no contexto da Frente Italiana, durante a Primeira Guerra Mundial. Foi travada a 6 de agosto de 1916 entre as forças do Império Austro-Húngaro (apoiados pelos alemães) e os exércitos do Reino da Itália. O combate, que fazia parte da Sexta Batalha do Isonzo, ocorreu em uma área estratégica, a margem mais ocidental do Planalto Cársico. Na luta, os italianos conseguiram tomar a região de Gorizia e avançar sobre Doberdò, forçando o recuo dos austro-húngaros. Contudo, as forças italianas não conseguiram prosseguir rumo a Trieste e foram detidos em Duino.